# 特庫盧坦
14°58′59″N 89°34′0″W / 14.98306°N 89.56667°W
特庫盧坦（西班牙語：Teculután），是危地馬拉的城鎮，位於該國東部，由薩卡帕省負責管轄，面積211平方公里，海拔高度216米，2002年人口14,428，人口密度每平方公里68.38人。